# Ostffyasszonyfa
Ostffyasszonyfa ist eine ungarische Gemeinde im Kreis Celldömölk im Komitat Vas. Der Ort wird in der Umgangssprache oftmals nur Offa genannt.  Die Gemeinde liegt ungefähr 12 Kilometer nordwestlich der Kreisstadt Celldömölk.
Im Süden der Gemeinde liegt die Rennstrecke Pannonia-Ring, die speziell für Motorradrennen genutzt wird.

## Sehenswürdigkeiten
- Evangelische Kirche, erbaut 1914–1915 im neuromanischen Stil
- Kruzifix (Vörös-Szijártó-kereszt), erschaffen 1924 von József Kondor
- Petőfi-Gedächtniszimmer im Kulturhaus (Petőfi Emlékszoba a Művelődési Házban)
  - Petőfi-Büste, erschaffen 1910 von Zsigmond Kisfaludi Strobl (im Gedächtniszimmer)
  - Petőfi-Büste, erschaffen 1964 von Ferenc Simon (im Hof)
- Petőfi-Skulptur, erschaffen 1973 von Károly Antal (im Bürgermeisteramt)
- Römisch-katholische Kirche Nagyboldogasszony, erbaut im 18. Jahrhundert
- Schloss Niczky (Niczky-kastély), erbaut im 19. Jahrhundert
- Schloss Ostffy (Ostffy-kastély), erbaut um 1870
- Weltkriegsdenkmal

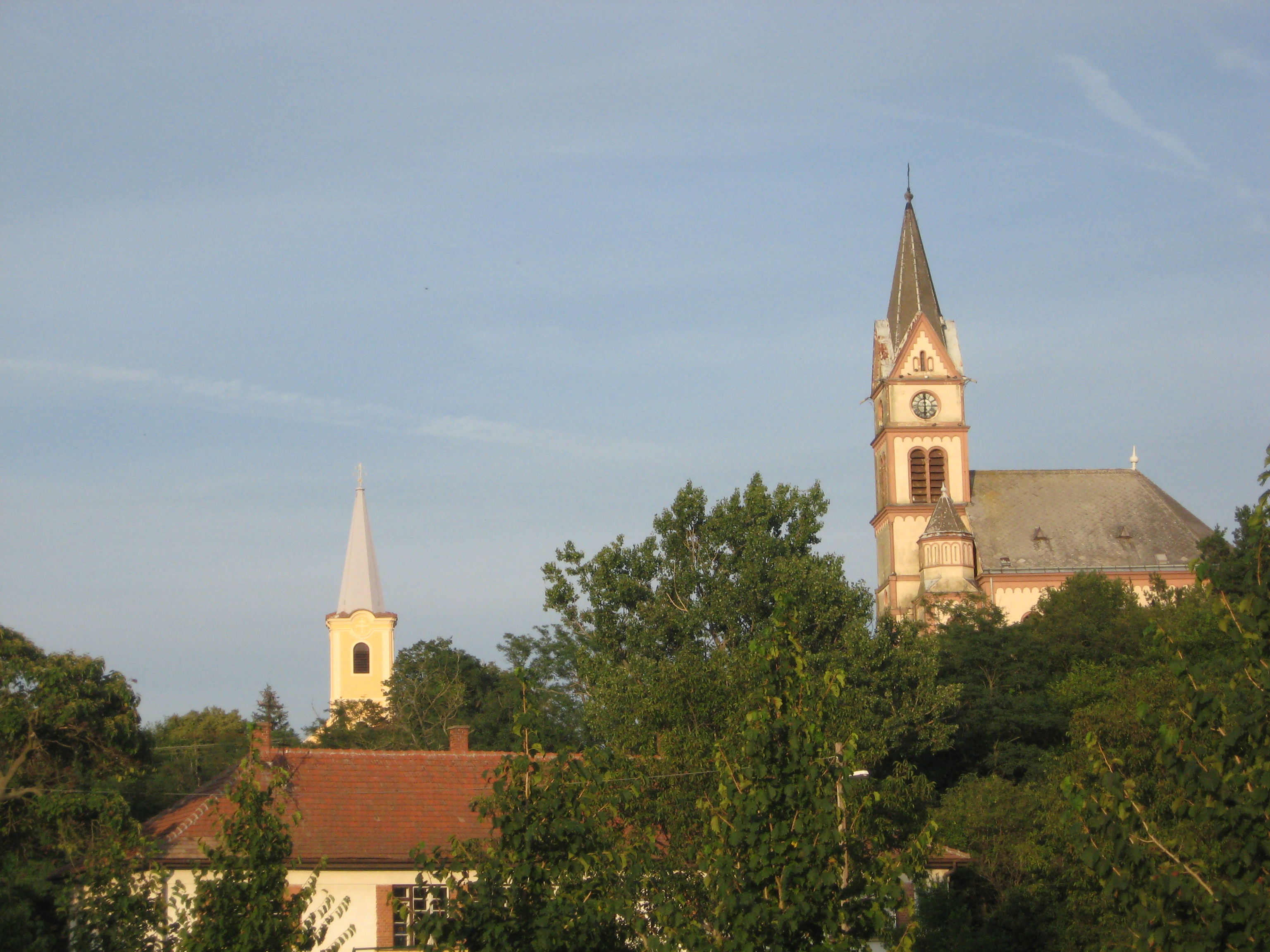
Evangelische Kirche (rechts)
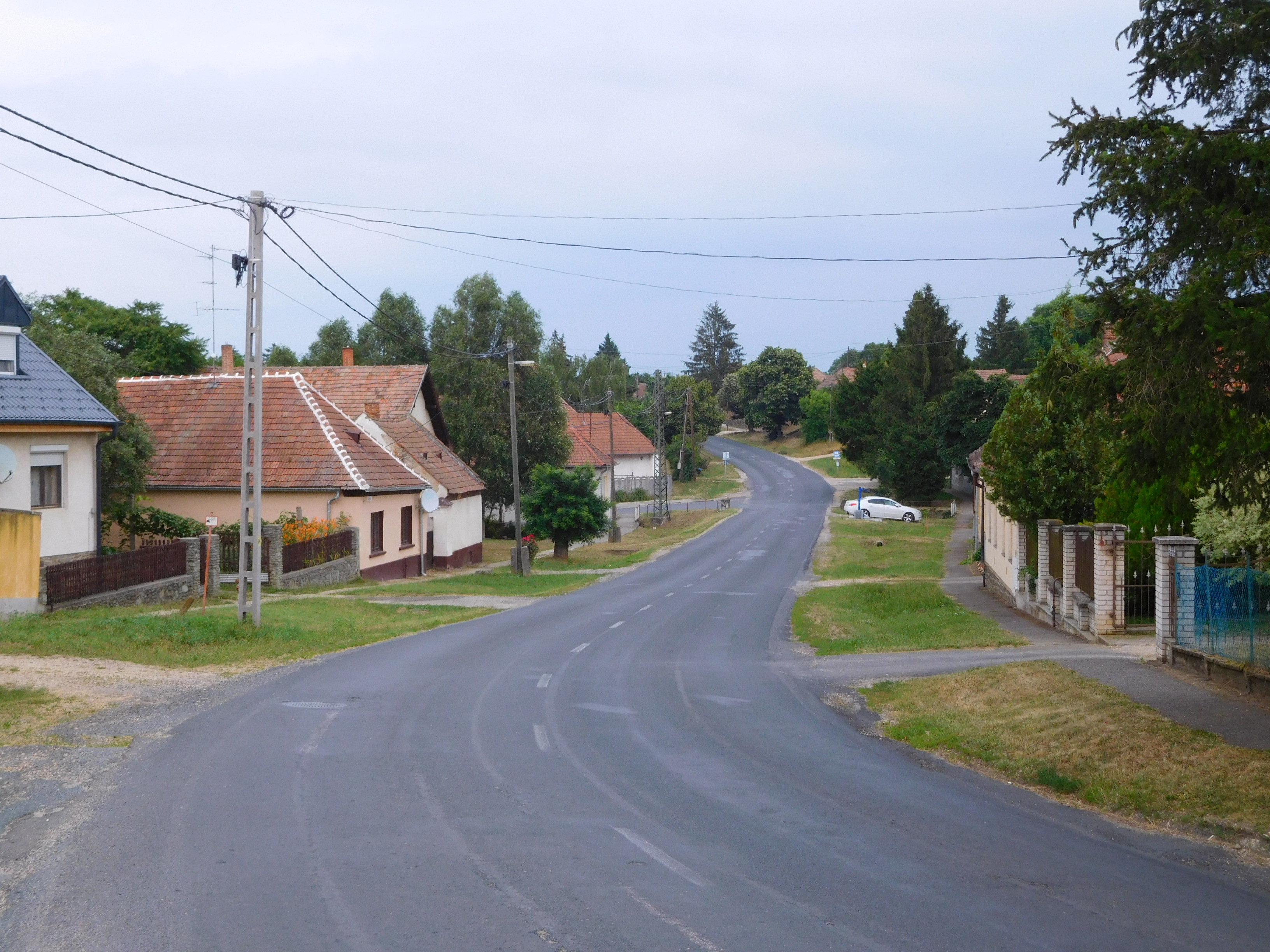
Kossuth Lajos utca
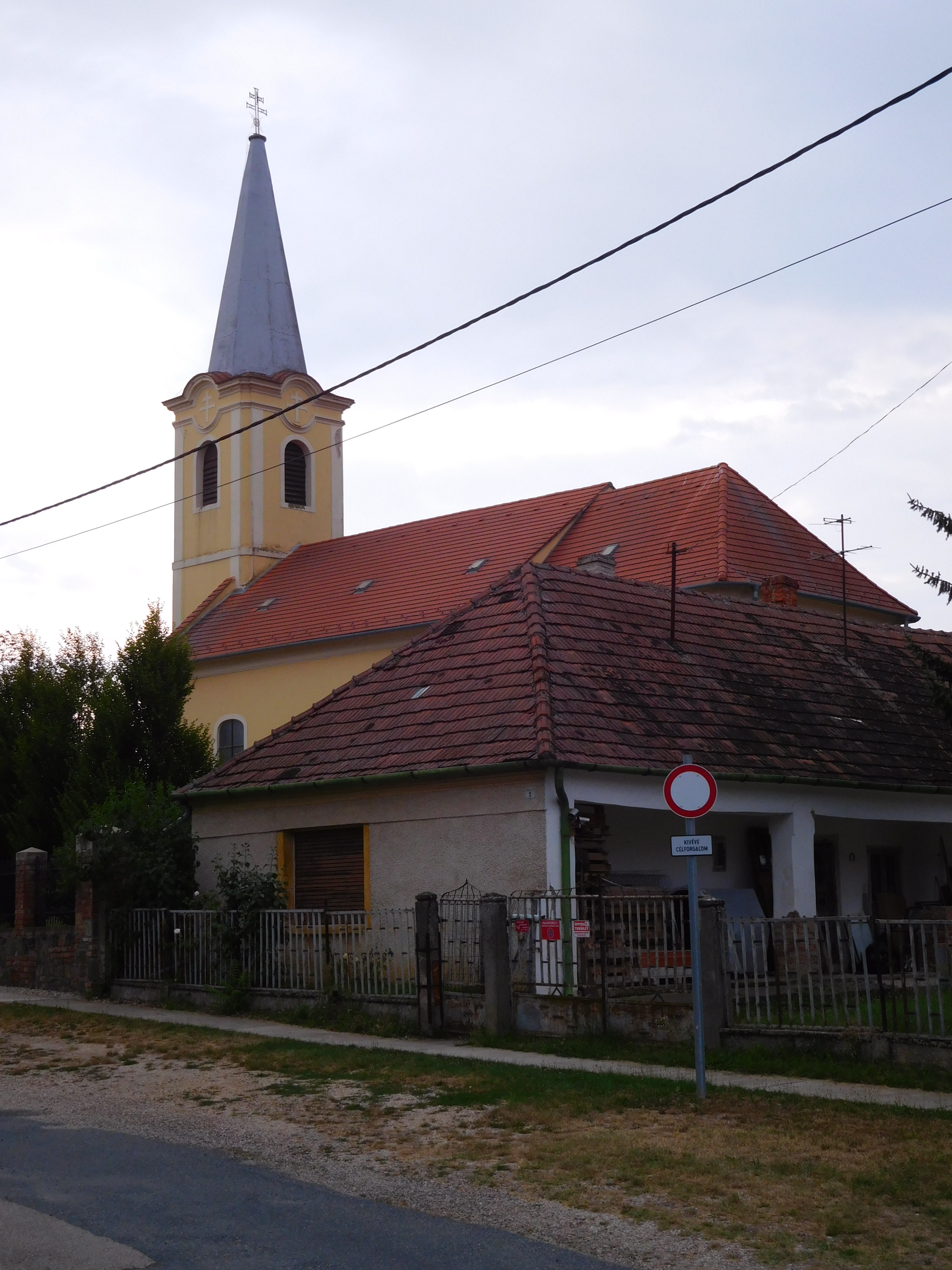
Röm.-kath. Kirche Nagyboldogasszony
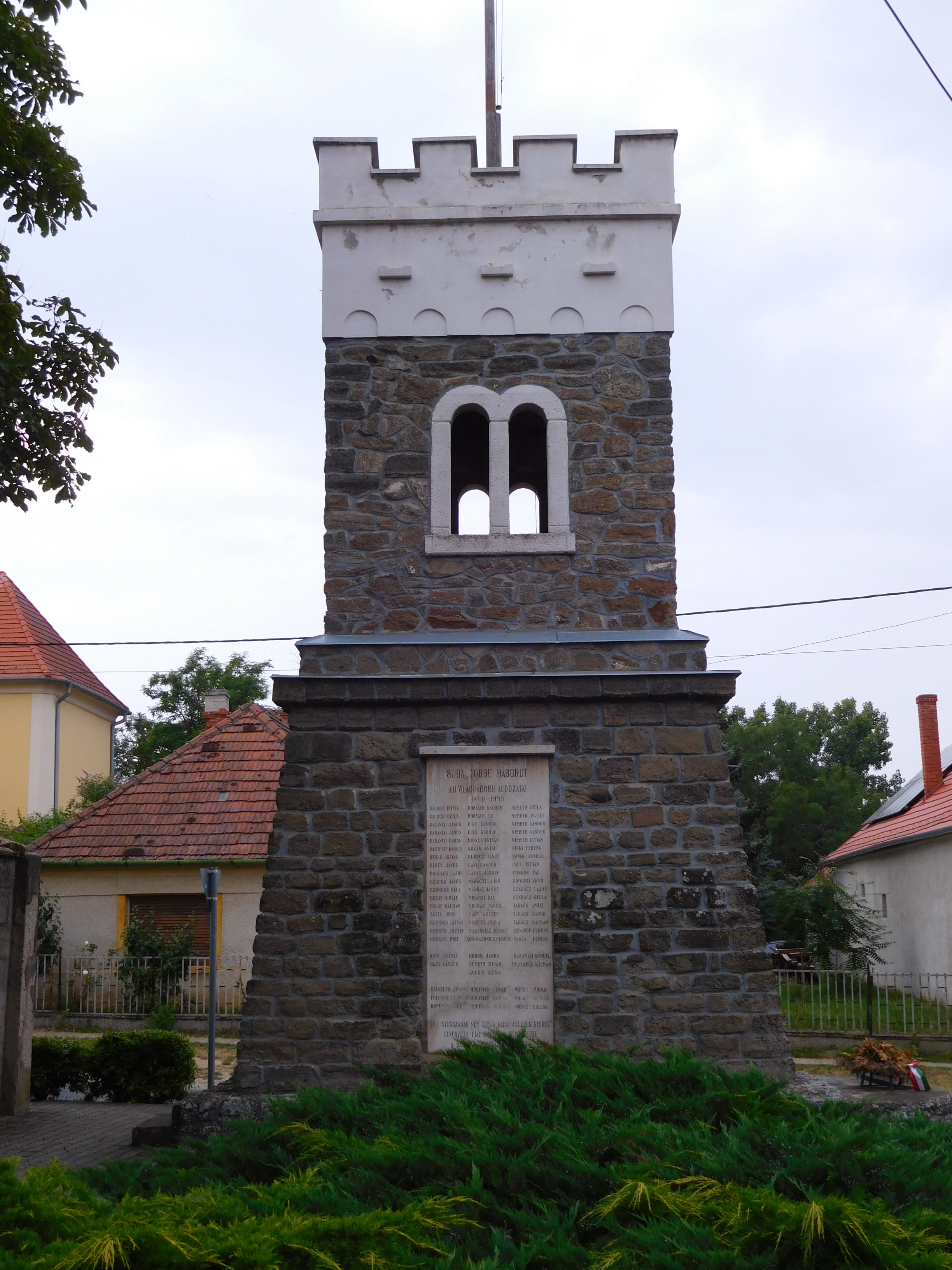
Weltkriegsdenkmal

## Söhne und Töchter der Gemeinde
- János Czencz (1885–1960), Maler

## Verkehr
In der Gemeinde kreuzen sich die Landstraßen Nr. 8451 und Nr. 8452. Die Bahnstation Ostffyasszonyfa befindet sich fünf Kilometer südlich des Ortes an der Strecke zwischen Celldömölk und Sárvár. Es bestehen Busverbindungen nach Celldömölk sowie über Csönge und Kenyeri nach Pápoc.